# Інгулець (Херсонський район)
Інгуле́ць — село в Україні, у Дар'ївській сільській громаді Херсонського району Херсонської області. Населення становить 2047 осіб. Засноване в 1880 році. Розташоване на лівому березі річки Інгулець, за 48 км від районного центру і за 30 км від залізничної станції Херсон. Площа: 1,726 км².

## Географія
Село Інгулець розташоване на річці Інгулець. Власне, від назви річки і походить назва села. Інгулець — «Малий Інгул», що з тюркської означає «нове озеро». Виникнення такої назви зумовлено характером русла річки, що в середній течії значно розширюється, нагадуючи озеро. Між звивистих берегів цієї річки, на її лівому березі розкинулось мальовниче село Інгулець, що знаходиться за 48 км від районного центру і за 27 км від Херсона.

## Історія
У кінці 20-х років на хуторах трьох братів Полудьонних, Карпенка,  Новікова і німця Ерика було засновано село Інгулець. Офіційною датою заснування села вважають 1880 рік.
У січні 1918 року в селі розпочалась радянська окупація.
На території села було створено відгодівельну базу та відгінні пасовища херсонської контори Укрсоюзм'ясо. У кінці 1930 року Укрсоюзм'ясо ліквідували. У 1932 році на території села засновано радгосп «Інгулець».
З 3 серпня 1941 року по 13 березня 1944 року територія сільської ради була окупована Третім Рейхом. У 1960 році в Інгульці засновано сільську раду (до цього село відносилося до Федорівської сільської ради).
12 листопада 2014 року у селі невідомі завалили пам'ятник Леніну. 23 серпня 2015 року на постаменті, де стояв Ленін, було встановлено флагшток. Сам постамент пофарбували в українську символіку.
30 серпня 2015 року у центрі села невідомі зробили «Місце для поцілунків».

## Населення
Згідно з переписом УРСР 1989 року чисельність наявного населення села становила 2232 особи, з яких 1150 чоловіків та 1082 жінки.
За переписом населення України 2001 року в селі мешкало 2047 осіб.

### Мовний склад
Рідна мова населення за даними перепису 2001 року:
| Мова            | Кількість | Відсоток |
| --------------- | --------- | -------- |
| українська      | 1803      | 88.08%   |
| російська       | 211       | 10.31%   |
| вірменська      | 19        | 0.93%    |
| білоруська      | 11        | 0.54%    |
| інші/не вказали | 3         | 0.14%    |
| Усього          | 2047      | 100%     |

## Освіта та культура
В селі функціонують: загальноосвітня школа, будинок культури та бібліотека.

## Фотогалерея

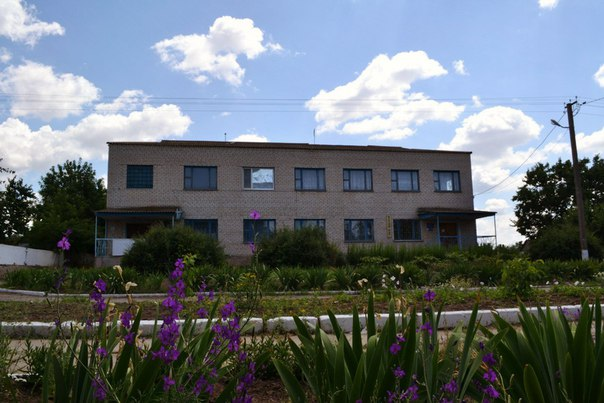
Сільська Рада
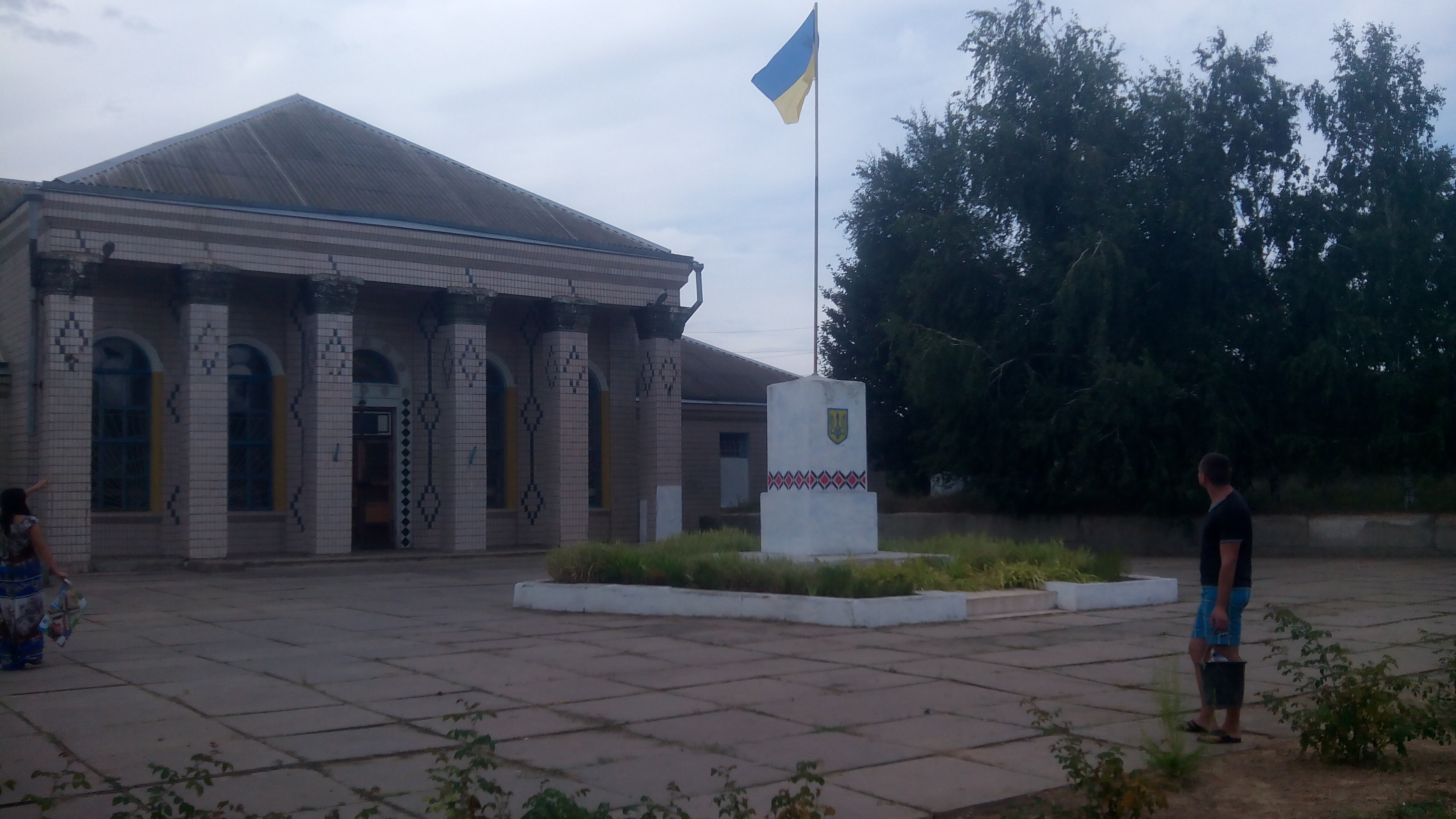
Флагшток в селі Інгулець
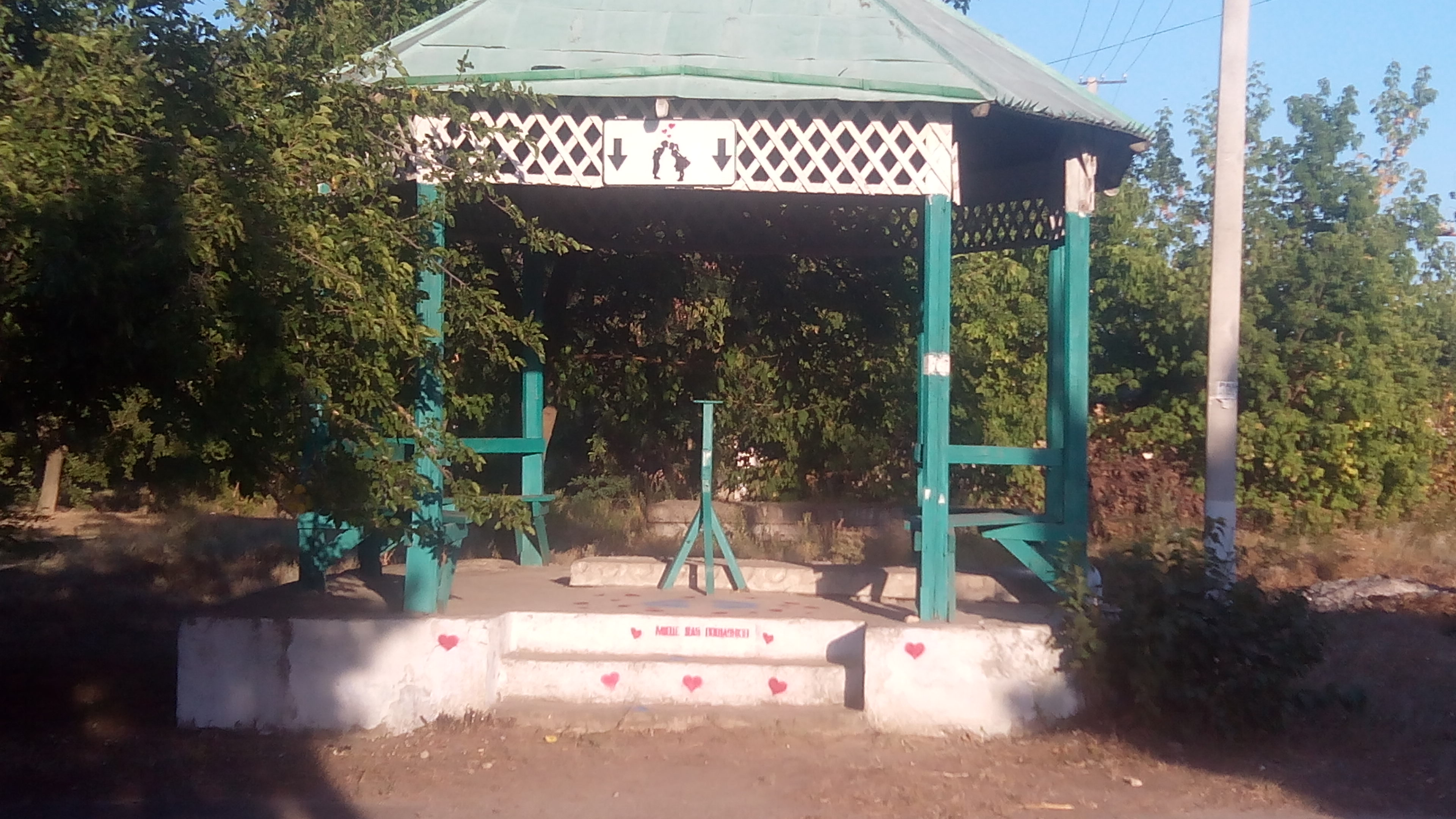
Місце для поцілунків
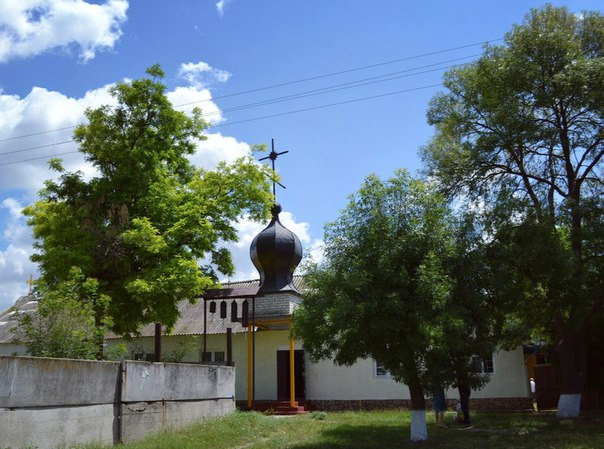
Миколаївський храм УПЦ (ПЦУ)

## Храми
- Миколаївський храм Таврійської єпархії УПЦ (ПЦУ)

## Постаті
- Наумов Дмитро Миколайович (1983—2017) — сержант Збройних сил України, учасник російсько-української війни.